# Joseph Parker
Joseph Dennis Parker (født 9. januar 1992 i South Auckland, New Zealand) er en New Zealandsk professionel bokser. Han var i perioden 2016-2018 indehaver af WBO's version af verdensmesterskabet i sværvægt. Han er bedst kendt for sin kamp mod verdensmesteren Anthony Joshua i 2018, hvor han tabte titlen. Udover dette har han besejret kendte boksere som Hughie Fury, Carlos Takam og Alexander Dimitrenko.
Han blev professionel i juli 2012.